# Basement Jaxx
Бејсмент Џекс (енгл. Basement Jaxx) је британски хаус састав, чине га Феликс Бакстон (енгл. Felix Buxton) и Сајмон Ратклиф (енгл. Simon Ratcliffe). Већу популарност су стекли касних `90-их.

## Историја
Бејсмент Џекс је основан у Брикстону (енгл. Brixton), Јужни Лондон (енгл. South London), 1994. године, где су чланови водили ноћни клуб Рути (енгл. Rooty), како је касније назван и њихов други албум.
Године 1999. група издаје први албум, Remedy. На том албуму се налази и сингл ‘Red Alert’ који је био насловна нумера филма ‘Bend It Like Beckam’ и реклама за Никелодеон (енгл. Nickelodeon) и Кока Кола-у (енгл. Coca-Cola). Остали синглови са овог албума су били "Jump N' Shout", "Bingo Bango" and "Rendez Vu", који је донео четврто место (најбољи пласман групе на топ-листама Велике Британије, до данас). Бејсмент Џекс је 1999. године такође издао Jaxx Unreleased компилацију ремикс издања и осталог повезаног материјала.
Други албум је издат 2001. године, под именом Rooty са сингловима ‘Romeo’, ‘Jus 1 Kiss’, ‘Where’s Your Head At?’, ‘Do Your Thing’ и ‘Get Me Off’. ‘Where’s Your Head At’ је постао велики интернационални хит 2002. године, такође се налази на саундтреку филма Пљачкаш гробница (енгл. Tomb Raider) и то је вероватно најпознатија песма овог састава. Видео за ову песму наградио је Mixmag као најбољи денс видео икада направљен. XXtra Cutz је изашао одмах после албума Rooty, и садржао је обраде нумера са овог албума.
Године 2003. излази трећи албум Kish Kash на ком су гостовали Lisa Kekaula (група Bellrays), Me'shell Ndegeocello, MC Dizzee Rascal, Totlyn Jackson, JC Chasez, Siouxsie Sioux (група Siouxsie & the Banshees), и Phoebe. Пре овог албума песме "Lucky Star", "Good Luck", и "Plug It In" су већ биле издате као синлови. На албуму се налази и песма ‘Good Luck’ која 2004. године постаје поново актуелна као тема БиБиСи-еве (енгл. BBC) емисије посвећене фудбалском првенству Euro 2004 и налази се на саундтреку филма Управо венчани (енгл. Just Married), као и анимираног филма Appleseed. Kish Kash је исте године номинован за 47-и Греми (енгл. Grammy awards) и освојио је награду за најбољи електроденс албум године.
Године 2005. излази компилација The Singles са DVD видео колекцијом, који садржи све синглове са претходна три албума и неке раније издате, као и две нове нумере ‘Oh My Gosh’ и ‘You Don’t Know Me’, које су обе издате и као синглови. Видео-спот за нумеру ‘U Don’t Know Me’ приказује Краљицу Елизабету Другу као пијану, блудну и насилну. Забрањен је на МТВ-у (енгл. MTV) због исмевања. Постоји и специјално издање овог албума са оригиналним компилацијама нумера уз бонус диск назван Bonus Traxx, на ком су многе раније необјављене нумере, као и неки од ремикса постојећих песама Бејсмент Џекса. Двојац је отворио Pyramid бину на Glastonbury Festival-у 2005-е, када је Кајли Миног била принуђена да одустане, због откривања тумора. Свирали су уживо са бендом који је радио на албуму.
Четврти студијски албум Crazy Itch Radio изашао је 4. септембра 2006. године. На овом албуму се као гостујући вокали појављују Martina Sorbara (Dragonette), Lily Allen и Robyn. После издавања сингла "Hey U" у Марту 2007, почињу да раде на свом петом албуму који је издат за издавачку кућу Atlantic Jaxx Recordings. 2006-е Бејсмент џекс такође учествује на Robbie Williams-овов 'Close Encounters' турнеји.
Поред својих ауторских радова, група се бави миксовањем туђих издања. Познатији радови на овом пољу су "4 My People" за Missy "Misdemeanor" Elliott, "Like I Love You" за Justin Timberlake-а и "She Wants to Move" за групу N*E*R*D. Sophie Ellis-Bextor, као Garold Marks, су изјавили да би волели да сарађују са Бејсмент Џексом у будућности. Двојац је замољен да напише музичко дело које ће бити посвећено експонатима Лондонског Tate Modern музеја. Karel Appel-ов "Hip, Hip, Hoorah!" је послужио као инспирација. Рад није доступан у редовној продаји али може бити преслушан у галерији или на њеном званичном сајту. 2007-е, њихова нумера "Close Your Eyes" је била део јапанског цртаног филма "Vexille".
На пролеће 2009-е, Букстон открива за BBC радио 1 да је Бејсмент Џексов нови албум Scars завршен и припремљен за продукцију. Букстон изјављује да на нумерама гостују Yoko Ono, Santigold, Lightspeed Champion и Yo! Majesty. Бенд је такође био заинтересован да придобије Grace Jones као пратећи вокал на новом албуму. Албум је објављен у Септембру 2009-е. Претходио му је сингл "Raindrops" у Јуну исте године.

## Дискографија

### Албуми
- (1999)
- (2001)
- h (2003)
- (2006)

### Компилације
- (1997)
- (2000)
- (2001)
- (2005)
- (2006)

### ЕП издања
- 1 (1995)
- 2 (1995)
- (1995)
- (1996)
- (1996)
- (1997)
- (2001)
- (2002)
- (2005)

### DVD издања
- (2005)

### Синглови
- (1994)
- (1996)
- (1997)
- (1999)
- (1999)
- (1999)
- (2000)
- (2000)
- (2001)
- ? (2001)
- (2002)
- (2002)
- (2003)
- (2003)
- (2004)
- (2005)
- (2006)
- (2006)
- (2006)
- (2007)